# Савроматы

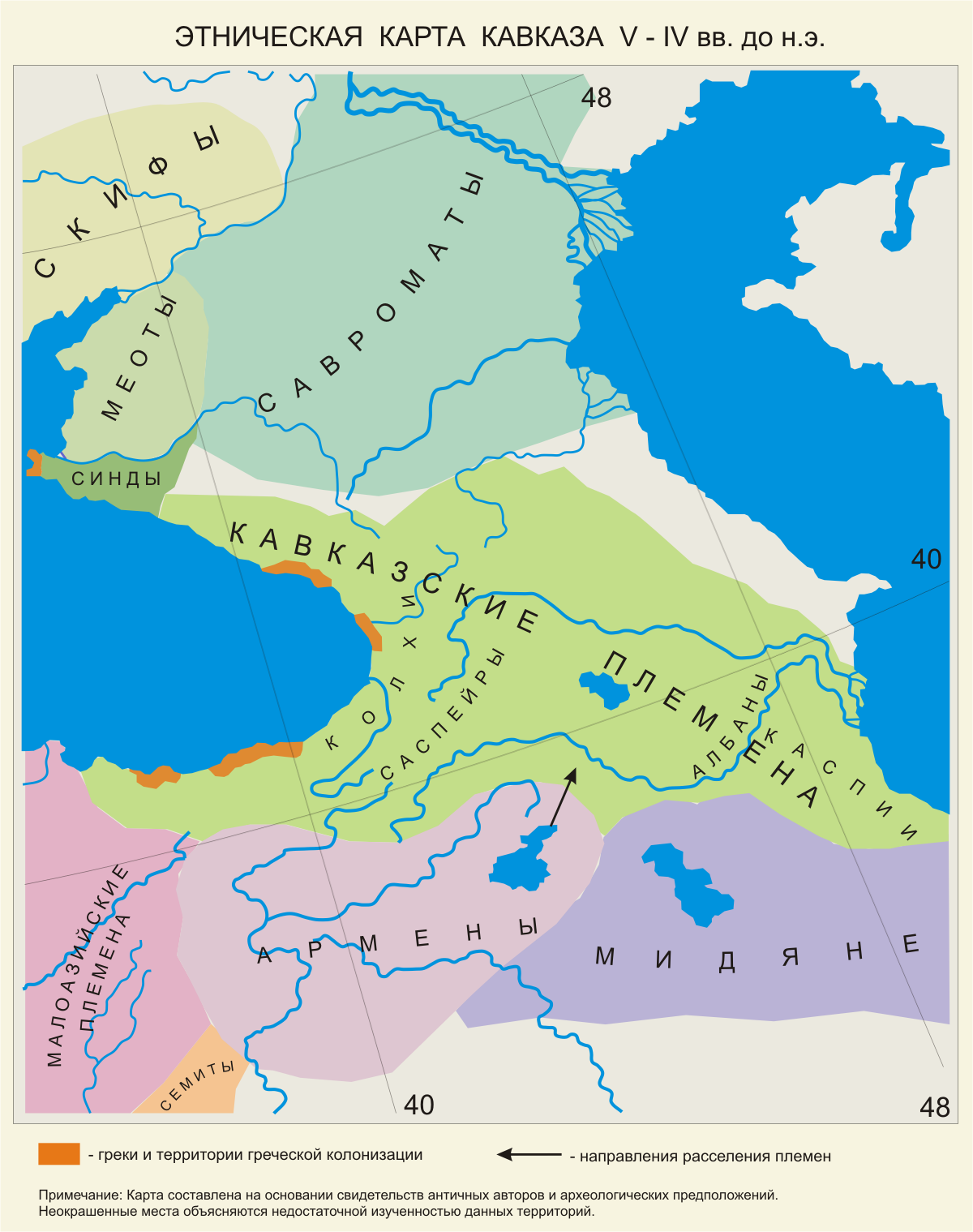
Ареал расселения савроматов в V—IV веках до н. э.

Савроматы (др.-греч. Σαυρομάται) — кочевые ираноязычные племена.
Савроматы были известны ещё Геродоту (V в. до н. э.), который размещал их восточнее Танаиса, то есть на территории Азиатской Сарматии Птолемея. Геродот указывал, что «за рекой Танаисом — уже не скифские края». Страбон помещает савроматов на Северном Кавказе «между Гирканским морем и Понтом».
В начале IV века до н. э. продвинулись к западу в связи с экспансией сарматов, которых античные авторы IV—II веков отличали от савроматов, а с конца II века до н. э. уже не различали.

## Упоминания древних историков
Первое упоминание о савроматах в античной литературе принадлежит Геродоту (V в. до н. э.). До «отца истории» подобный этноним не встречался в сочинениях ионических авторов.
Геродот впервые упоминает о савроматах в легенде о появлении амазонок в Скифии, она довольно известна. Амазонки, потерпев поражение в битве с греками у реки Термодонт, были взяты в плен и отправлены в Грецию, но по пути овладели кораблями и ветром и волнами были вынесены на побережье Меотидского озера, в районе местечка Кремны. Достигнув земли, они завладели табуном лошадей, принадлежавшим царским скифам, и, разъезжая на них, грабили скифскую землю. В результате этого грабежа разгорелся конфликт со скифами, которые только тогда осознали, что сражались с женщинами, когда увидели трупы амазонок, погибших в битве. Скифы прекратили воевать и приказали самым молодым членам племени следовать за пришелицами и делать все то, что будут делать они.
Терпением и хитростью молодые скифы сумели объединиться с амазонками. Женщины согласились жить со своими мужьями лишь при условии, что они не останутся с другими скифами, а отправятся занимать земли за Танаисом. Их потомков Геродот называет савроматами и генетически связывает их со скифами, подчеркивая это также замечанием, что «савроматы говорят на скифском языке, но издревле искаженном».
Один из предшественников Геродота — Гекатей Милетский, предлагал читателю этнокарту племен, обитавших «в Европе» и «у Кавказа», выделял из них собственно «скифские» племена — меланхлэны, миргеты, иды, дандарии, типаниссы, иксибаты, иамы, исседоны (fr. 154—168). Савроматов среди них нет.
Кроме того, следует вспомнить третью легенду, приводимую Геродотом, связанную с появлением скифов. «По этому рассказу, кочевые скифы, жившие в Азии, будучи теснимы войной со стороны массагетов, перешли реку Аракс и удалились в киммерийскую землю…». Согласно этому сообщению, при своем перемещении на запад, скифы не встречали на своем пути крупных объединений номадов, за исключением киммерийцев.
Будучи тесно связанными со скифами, савроматы все же не фигурируют на начальном этапе скифской истории. Все эти немногочисленные фрагменты практически ничего не дают для реконструкции ранней истории савроматов без их датировки. Традиционно время написания IV книги «Истории» Геродота относят к середине V в. до н. э., датируя его путешествие в Скифию около 450 г. до н. э. А Гекатея считают современником Дария I (последняя четверть VI — начало V вв. до н. э.).
Д. А. Мачинский обращает внимание на уже упоминавшийся фрагмент «Истории»: 
После победоносного сражения при Фермодонте эллины (так гласит сказание) возвращались домой на трех кораблях, везя с собой амазонок, сколько им удалось захватить живыми. В открытом море амазонки напали на эллинов и перебили [всех] мужчин. Однако амазонки не были знакомы с кораблевождением и не умели обращаться с рулем, парусами и веслами. После убиения мужчин они носились по волнам и, гонимые ветром, пристали, наконец, к Кремнам на озере Меотида. Кремны же находятся в землях свободных скифов. 
Он отмечает, что торжище Кремны могло возникнуть только с началом активного проникновения греков в данный регион, что произошло не ранее конца VII — самого начала VI вв. до н. э.
Такая версия достаточно уместна, особенно если вспомнить, что легенда о скифах и амазонках относится у Геродота к легендарной истории скифов. Их же появление в киммерийских землях согласно «Истории», рядом авторов относится к VII в. до н. э.
О появлении савроматов на исторической арене пишут еще два автора. Сообщение Диодора Сицилийского (I в. до н. э.) заключается в следующем: скифскими царями, в результате переднеазиатских походов, были переселены многие племена
…а самых важных было два: одно из Ассирии…другое из Мидии, основавшееся у реки Танаис; эти переселенцы назывались савроматами.
Информация подобного рода содержится и у Плиния Старшего (I в. до н. э.):
По реке Танаису, впадающей в море двумя устьями, живут сарматы, по преданию потомки мидян, также разделенные на многие племена. Первыми живут савроматы женовладеемые, называемые так потому, что произошли от браков с амазонками.
Оба автора связывают савроматов с Мидией, но, если савроматов довольно трудно предположить потомками мидян, то, вполне вероятно, что они появляются на исторической арене во времена господства скифов в Передней Азии.

## Происхождение

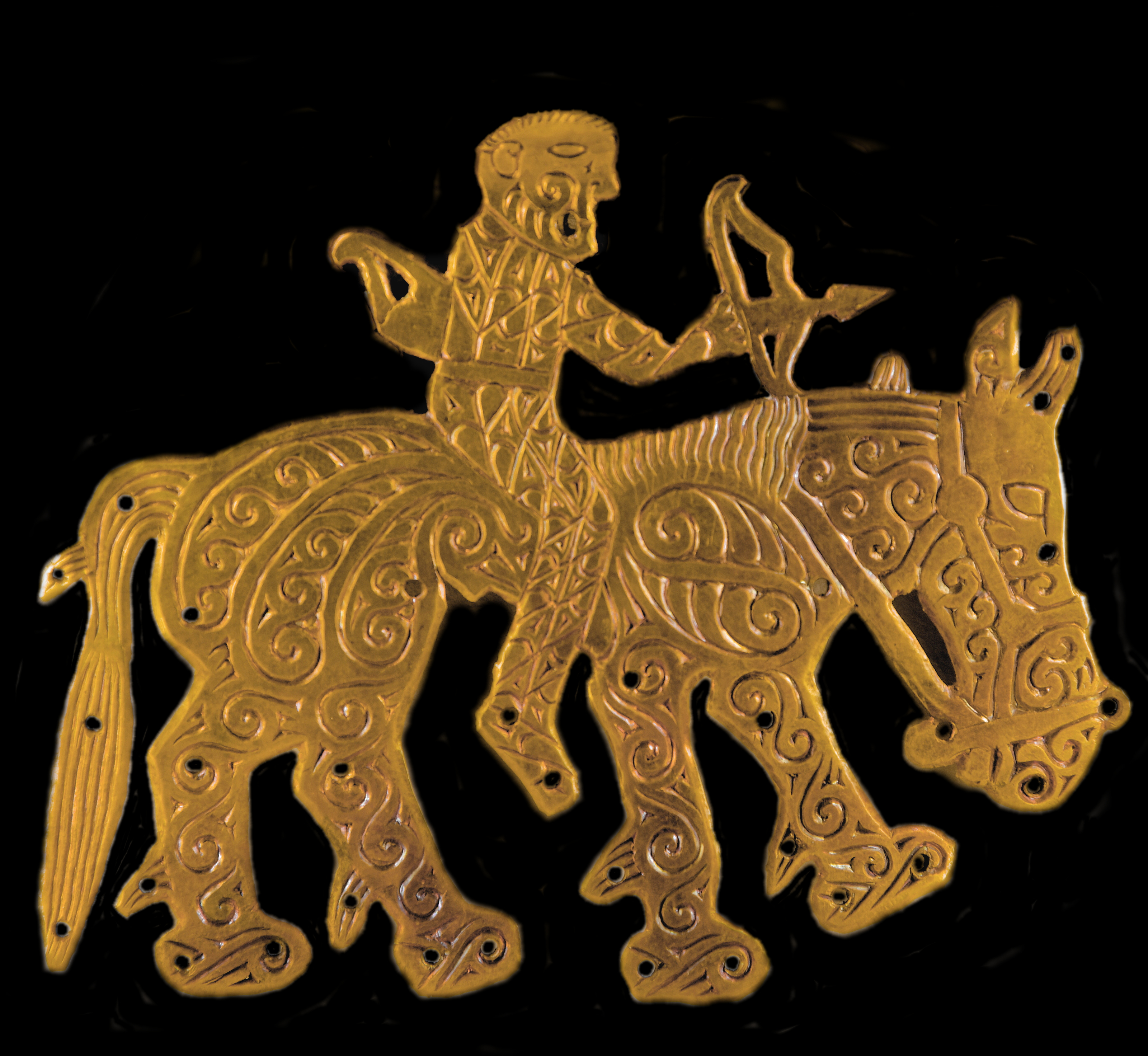
Фигурка всадника из Филипповского могильника раннесарматской культуры

Б. Н. Граков считал, что ирано-язычные савроматы (как основа большого союза племен) образовались в результате ассимиляции скифами, отколовшимися от своего основного ядра, какой-то группы приазовских меотов. Этой версии придерживался и Ф. Г. Мищенко, но в меотах (жителях округи Приазовья — Меотиды) он видел покоренных скифами киммерийцев. Аналогичны представления М. И. Ростовцева.
В своей работе «Пережитки матриархата у сарматов», опубликованной в «Вестнике древней истории» в 1947 году, Граков определил территорию, на которой жили савроматы, отождествив её с блюменфельдской культурой, существовавшей, по его представлениям, с VI по IV век до н. э.: восточная её оконечность доходила до казахстанской реки Эмба, впадающей в Каспийское море; на севере ареала могильники этой культуры находят под Магнитогорском, Бузулуком и Орском; на западе границы культуры упираются в нижнее течение Дона и Азовское море. Граков предполагал присутствие у савроматов матриархата, указывая на обнаруженные могилы богатых женщин с оружием, конским снаряжением и жреческими атрибутами (каменные алтари), и сопоставлял это с греческими представлениями о степных амазонках. Гипотеза матриархата у савроматов, впрочем, не получила поддержки.
Возможно, савроматы играли важную роль в распространении господства скифов в Европе и Азии. Имя савроматов Йозеф Маркварт сблизил с авестийским именем народа сайрима (cairima, sarima. Авеста, Яшт XIII, 143, XXI, 52) как вариант имени «савромат». Авеста воспевает «мужей праведных сайрима» и «жен праведных сайрима», но не указывает их местопребывания. В источнике есть упоминание реки Ранги (Яшт XXIII и XXIV), которую Маркварт сопоставляет с Волгой (авест. Ranha, Араке Геродота, греч. Rha из скифского Raha).
Савроматская конница отличилась в войне скифов против Дария I около 512 г. до н. э. Во главе этих смелых всадников стоял Скопасис (Скопас). С конца V в. и в IV в. до н. э. отдельные племена савроматов начали теснить скифов и переходили Дон. Согласно сообщению Тацита (Анналы: VI, 35, 1), савроматы против скифов использовали тактику ближнего боя, кардинально отличавшуюся от скифской, основанной на широком применении конных стрелков:
«…они все подстрекают друг друга не допускать в битве метания стрел, а предупредить врага смелым натиском и вступить в рукопашную». Благодаря успешному использованию такой агрессивной тактики савроматы стали наносить постоянные поражения скифам, постепенно захватывая их земли.
В IV—III вв. до н. э. у савроматов сложились новые союзы племён, куда вошли и родственные им племена, пришедшие с Волги. Начиная с III в. до н. э. эти новые племенные группы выступали под общим названием сарматов.
В связи с большим влиянием савроматов на землях Скифии некоторые цари античного Боспорского (Приазовского) царства в первые века нашей эры гордо носили имя Савромат. Современное состояние вопроса о происхождении савроматов, их ранней истории, а также об этимимологии их этнонима подробно рассмотрено в статье С. Р. Тохтасьева.